# August Pott
Ne doit pas être confondu avec August Friedrich Pott.
August Pott, né le 7 novembre 1806 à Northeim et mort le 27 août 1883 à Graz, est un compositeur et violoniste allemand de la période romantique.
Pott a été maître de chapelle de la cour du grand-duché d'Oldenbourg de 1832 à 1861.

## Biographie

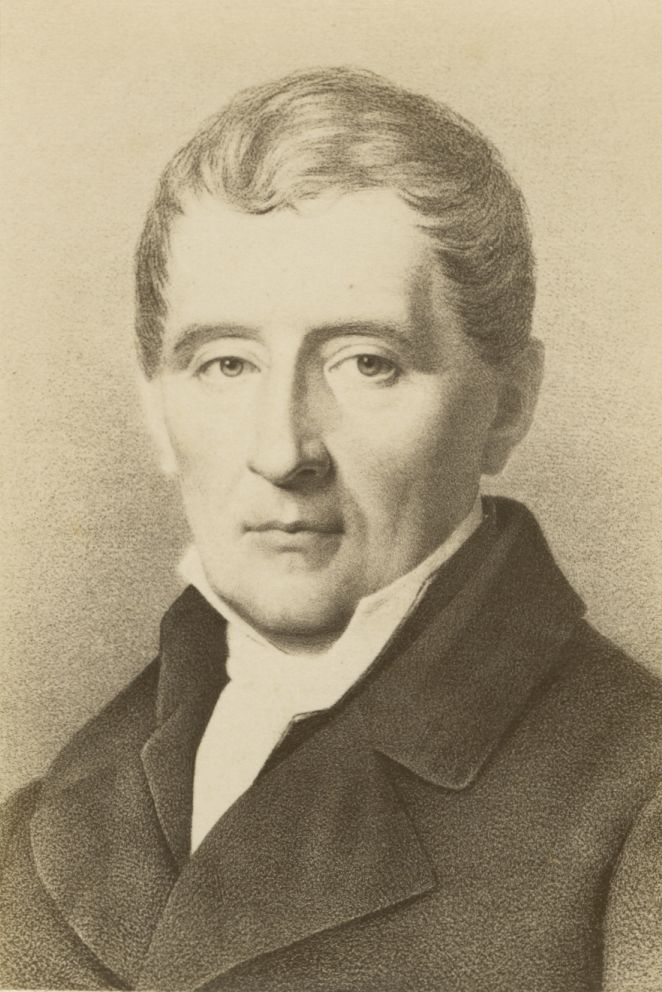
Louis Spohr, professeur d'August Pott en 1822-1823.

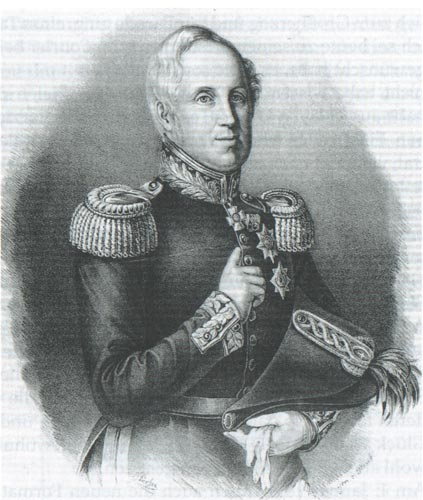
Auguste Ier d'Oldenbourg employeur d'August Pott de 1832 à 1861.

August Pott naît le 7 novembre 1806 à Nordheim dans l'électorat de Hanovre (ou électorat de Brunswick-Lunebourg), une petite ville appelée aujourd'hui Northeim, dans le Land allemand de Basse-Saxe (Niedersachsen en allemand),,,,,.
Son père, le musicien de la ville Johann Friedrich Pott, lui enseigne les éléments de la musique et lui apprend à jouer de plusieurs instruments mais c'est le violon qui emporte la préférence du jeune homme sur tout autre instrument,,.
Dans les années 1818 à 1820, Louis Spohr ayant donné des concerts à Göttingen, August Pott fait plusieurs voyages de Nordheim à cette ville pour l'entendre.
August Pott étudie le violon en 1819-1821 avec Karl Kiesewetter à Hanovre puis, en 1822-1823, avec Louis Spohr, maître de chapelle à la cour de Cassel,,,,. Il étudie également la composition avec Hauptmann à Cassel,.
En 1824, il se produit pour la première fois en public à Cassel,,,,,. 
En 1829, il effectue une tournée de concerts très applaudie à Paris,.
En 1831, August Pott est nommé professeur par le roi du Danemark et membre d'honneur de l'Académie de Stockholm. 
En 1832, le grand-duc d'Oldenbourg Auguste Ier le nomme premier violon (konzertmeister) puis maître de chapelle (kapellmeister) à la cour d'Oldenburg,,,,,,.
August Pott fait ensuite des tournées à Vienne (1834), Londres (1838), en Scandinavie (1840) et à Bruxelles (1856).
En 1836, il donne un concert à Salzbourg, dont les bénéfices lui permettent de lancer une souscription pour ériger un monument à Mozart,.
Le 21 mai 1838, il assure la première à Londres du concerto en si mineur de Karol Lipiński,,.
En 1861 August Pott est pensionné et se retire à Graz, en Styrie (Autriche), où il dirige encore une association musicale, puis meurt le 27 août 1883,,,,,.
Sa femme, Aloyse Winkler von Forazest (1815-1882), était une pianiste et compositrice réputée.

## Réputation
August Pott était considéré comme un excellent violoniste, représentant typique de l'école de Spohr, doté d'une technique brillante.
Il était également un chef d'orchestre de premier plan mais, par contre, en tant que compositeur, on lui reprochait une inventivité limitée.

## Œuvre
Pott a publié deux concertos et diverses pièces pour le violon avec et sans orchestre.

## Enregistrement
- Komponisten in Niedersachsen Vol. 2, œuvres d'August Pott, Ernst Frank, Johann Gottfried Schwanberger, Andreas Romberg et Hans von Bülow, par le Göttinger Symphonie Orchester, dir. Marc Andreae et Christian Simonis (Thorofon CTH 2414, 2000)

Cet enregistrement comprend le concerto pour violon en la mineur op. 10 de Pott avec Stefan Tönz au violon,.